# Azerbaijan Premier Handball League
De Azerbaijan Premier Handball League is de hoogste divisie in het Azerbeidzjaans handbal. In 1993 werd de Azerbaijan Premier Handball League opgericht kort na de afsplitsing van de Sovjet-Unie.
Albanië · Armenië · Azerbeidzjan · België · Bosnië en Herzegovina · Bulgarije · Cyprus · Denemarken · Duitsland · Engeland · Esland · Faeröer · Finland · Frankrijk · Georgië · Griekenland · Hongarije · IJsland · Ierland · Israel · Italië · Kosovo · Kroatië · Letland · Liechtenstein · Litouwen · Luxemburg · Malta · Moldavië · Monaco · Montenegro · Nederland · Noord-Macedonië · Noorwegen · Polen · Portugal · Roemenië · Rusland · Schotland · Servië · Slowakije · Slovenië · Spanje · Tsjechië · Turkije · Oekraïne · Oostenrijk · Wit-Rusland · Zweden · Zwitserland

BENE-League · SEHA League
Tsjecho-Slowakije · Oost-Duitsland · Sovjet Unie · Joegoslavië · FR Joegoslavië/Servië en Montenegro